# 膨胀新赛参
膨胀新赛参（学名：Neothyonidium inflatum）为沙鸡子科新赛参属的动物。分布于印度尼西亚以及中国大陆的广东等地，多见于水深37-85米的沙或泥沙底。该物种的模式产地在印度尼西亚。